# Kaiju No. 8
Kaiju No. 8 (怪獣８号?, Kaijū 8-gō) è un manga scritto e disegnato da Naoya Matsumoto, serializzato sulla rivista digitale Shōnen Jump+ di Shūeisha dal 3 luglio 2020 al 18 luglio 2025. Un adattamento anime prodotto da Production I.G è stato trasmesso in Giappone dal 13 aprile al 29 giugno 2024. Una seconda stagione viene trasmessa dal 19 luglio 2025.

## Ambientazione
Il manga è ambientato in un mondo in cui i mostri chiamati kaiju causano regolarmente disastri. Il Giappone è il paese con il più alto tasso di attacchi kaiju al mondo e, per combatterli, istituisce la Forza di difesa anti-Kaiju (日本防衛隊?, Nihon bōei-tai, lett. "Forza di difesa giapponese"). Ai Kaiju viene assegnato un livello di fortitudo - una scala che indica la loro forza complessiva -, e sono classificati come Honju, kaiju più pericolosi e più forti e Yoju, più piccoli e che accompagnano o germogliano dall'Honju. I Kaiju che hanno alti livelli di forza vengono classificati come Daikaiju e a quelli che superano il punto di fortitudo 9.0 o presentano caratteristiche anormali viene assegnato un numero come identificatore in base a quando appaiono per la prima volta.

## Trama
In un Giappone minacciato dai kaiju, mostri mortali che il mondo è costretto a fronteggiare, Kafka Hibino è un trentaduenne che fa parte di una squadra speciale addetta allo smantellamento dei resti dei Kaiju, che vengono uccisi dalle Forze di Difesa, cioè l'organizzazione militare incaricata della loro uccisione e del loro studio. Kafka è amico d'infanzia di Mina Ashiro. I due, tempo addietro, si promisero di entrare nel corpo delle forze di difesa e proteggere il Giappone dai Kaiju. Hibino non riuscì a superare l'esame di ammissione, abbandonando i suoi sogni, mentre Mina divenne, invece, il capitano della Terza Unità del corpo delle Forze di difesa. Un giorno Kafka incontra un giovane lavoratore part-time nella sua azienda, Reno Ichikawa, un aspirante membro delle Forze di Difesa, che riaccende il suo desiderio di entrare a far parte delle Forze di difesa. Tuttavia, dopo essere sopravvissuti all'attacco di un kaiju, una creatura parassitaria entra nel corpo di Kafka trasformandolo in un kaiju. Sfuggito dalle Forze di Difesa a Kafka viene dato il nome in codice di "Kaiju n. 8", decidendo di candidarsi e cercando di mantenere segreta la sua nuova condizione.

## Personaggi
Kafka Hibino (日比野カフカ?, Hibino Kafka)
Doppiato da: Masaya Fukunishi, Megumi Han (da ragazzino) (ed. giapponese), Mattia Bressan e Sebastiano Tamburrini (da ragazzino) (ed. italiana)
Un uomo di 32 anni che sogna di unirsi alle Forze di Difesa per combattere al fianco della sua amica d'infanzia Mina Ashiro. Dopo aver tuttavia tentato più volte di unirsi alle Forze di Difesa senza riuscirci, abbandonò il suo sogno e iniziò a lavorare in un'azienda di smaltimento kaiju come addetto alle pulizie. Ottiene la capacità di trasformarsi in un kaiju dopo che una creatura parassitaria entra nel suo corpo attraverso la bocca e, dopo essere sfuggito alle Forze di Difesa, viene soprannominato Kaiju No. 8 (怪獣8号?, Kaijū 8-gō). Nella sua forma kaiju assume le sembianze di un oni color nero carbone con testa, colonna vertebrale e clavicole scheletriche mentre tra le fessure emette (soprattutto quando carica un attacco potente) un'energia ciano bioluminescente; possiede forza, velocità, resistenza e rigenerazione sovrumane, con un livello di fortitudo di 9.8 che lo rende il kaiju più potente identificato dalla Forza di Difesa, e la capacità di rilevare altri kaiju. A causa della bassa potenza di combattimento rilasciata dalla tuta quando è in forma umana, utilizza la sua conoscenza dell'anatomia dei kaiju, derivante dal suo lavoro nell'industria dello smaltimento, per aiutare i suoi compagni di squadra a sconfiggere i kaiju. Quando si trova di fronte a un avversario che, per la sua potenza o per la reticenza di Kafka, lo mette in seria difficoltà, entra in uno stato in cui, oltre ad aumentare le proprie dimensioni e la propria potenza, perde anche il controllo del proprio corpo, che inizia a essere guidato dalla creatura parassitaria, finché Kafka, con uno sforzo intenso, non riesce a riprendere il controllo. Dopo che il suo nucleo viene distrutto dal Daikaiju dell'era Meireki, scopre che il piccolo kaiju parassita è stato creato dal risentimento e odio dei cacciatori di kaiju caduti durante la loro lotta contro di esso, i quali erano dotati di parassiti che a quel tempo erano usati per incrementare le capacità fisiche e che si fusero a causa dell'energia di una faglia: le sue abilità, infatti, sono fatte appositamente per interrompere il tasso di rigenerazione di un kaiju ogni volta che attacca. Quando sceglie di convertire il suo cuore - tenuto da parte dagli spiriti dei cacciatori che glielo avrebbero restituito - in un nucleo per aumentare ancora di più la sua connessione, la forma kaiju di Kafka diventa completamente bianca, le corna sono leggermente cresciute e presentano due piccoli occhi su ciascuna, e la schiena ora sfoggia quattro piastre dorsali. Un anno dopo la morte del Daikaiju dell'era Meireki viene promosso capo plotone della nuova squadra della Terza Unità denominata Squadra di Analisi e Supporto sul Campo, talvolta intervenendo ancora come Kaiju No. 8, nonostante la raccomandazione di ridurre al minimo tali interventi dato che la sua identità è ancora segreta al di fuori delle Forze di Difesa.
Reno Ichikawa (市川レノ?, Ichikawa Reno)
Doppiato da: Wataru Kato (ed. giapponese), Ezio Vivolo (ed. italiana)
Un giovane di 18 anni che inizia a lavorare nella stessa azienda di Kafka con l'intenzione di unirsi alle Forze di Difesa, diventandone amico e aiutandolo a nascondere il segreto della sua forma kaiju. Reno è considerato una recluta molto promettente e diventa rapidamente una delle risorse più preziose delle Forze di Difesa, tanto da essere l'unico, oltre a Kikoru Shinomiya, ad aver dimostrato di avere le potenzialità per diventare capitano già durante la sua prima missione. Dopo la distruzione della base di Tachikawa viene temporaneamente trasferito nella Quarta Unità. Risulta compatibile con l'arma Numbers 6 ricavata dai resti del Kaiju No. 6, la quale prende la forma di una tuta che aumenta la sua forza e velocità, e gli conferisce abilità criocinetiche; inoltre, è dotata di sedici cannoni più piccoli con cui può controllare meglio i suoi attacchi congelanti così da congelare facilmente più daikaiju di dimensioni giganti senza alcuno sforzo. Un anno dopo la morte del Daikaiju dell'era Meireki viene promosso capo plotone.
Kikoru Shinomiya (四ノ宮キコル?, Shinomiya Kikoru)
Doppiata da: Fairouz Ai (ed. giapponese), Martina Tamburello (ed. italiana)
Una ragazza di 16 anni che entra nella Terza Unità insieme a Kafka e Reno. Un prodigio nell'uccisione di kaiju, Kikoru è una dei più grandi talenti delle Forze di Difesa e possiede la più alta potenza di combattimento mai rilasciata come recluta (41%). Suo padre, Isao, è il direttore generale delle Forze di Difesa mentre sua madre, Hikari, era una capitana morta in servizio mentre combatteva un'invasione di kaiju guidata dal Kaiju No. 6 prima degli eventi della serie. Usa un'ascia gigante come arma personale dotata di un grilletto che, quando premuto, rilascia un'onda d'urto attraverso la corrente elettrica. Dopo la distruzione della base di Tachikawa viene temporaneamente trasferita nella Prima Unità. In seguito eredita la tuta Numbers 4 di sua madre che le conferisce un'immensa velocità e la capacità di volare. Combatte contro il Kaiju No. 15 che, con i suoi poteri psichici, la tormenta sul fatto di essere diventata un soldato delle Forze di Difesa per ricevere le lodi dei suoi genitori, i quali, però, sono morti. Allo stesso tempo, però, ciò fa ritrovare in Kikoru la sua determinazione come soldato e riesce a battere il suo nemico. Durante lo scontro con il Daikaiju dell'era Meireki rivela di possedere gli impianti retinici del Kaiju No. 1: si scopre, infatti, che non solo risulta compatibile con l'arma numerata 4 ma anche con la 1, la 2 e la 7. Un anno dopo la morte del Daikaiju dell'era Meireki viene promossa vicecapitano della Prima Unità.

### Forze di Difesa
Organizzazione militare specializzata nell'uccisione e lo studio dei kaiju. È composta da quattro comandi (settentrionale, orientale, meridionale e occidentale) ognuno diviso in quattro Unità, per un totale di sedici Unità sparse per tutto il Giappone.
L'intera organizzazione è guidata dal Direttore Generale affiancato dal Vicedirettore, le divisioni sono guidate ognuna dal rispettivo Capo di Stato Maggiore mentre le Unità sono guidate dai capitani assieme ai vicecapitani.
I soldati delle Forze di Difesa operano sul campo indossando tute potenziate realizzate con resti di kaiju che garantiscono loro maggiore forza, velocità e resistenza. Le tute hanno una potenza totale misurata sotto forma di percentuale (detta "potenza di combattimento scatenata") che varia da persona a persona a seconda della sua abilità con un massimo del 100%. In base a tale valore, ogni soldato ottiene un maggiore aumento di abilità, nonché un aumento della potenza delle armi in dotazione, a loro volta connesse alla tuta. I resti dei kaiju identificati vengono utilizzati per creare armi più potenti chiamate Numbers (ナンバーズ?, Nanbāzu) che prendono il nome dal kaiju di cui sono fatte e che alcuni individui possono utilizzare se ritenuti compatibili. Tali armi sono molto più forti delle tute normali e forniscono a chi le usa abilità speciali.
Le Forze di Difesa sono composte sul campo da soldati divisi in squadre, guidate ognuna dal capo plotone, a loro volta coordinati dai capitani e vicecapitani. Mediamente un soldato con grande esperienza è in grado di liberare circa il 20% di potenza di combattimento scatenata, un capo plotone almeno il 40% mentre i pochi in grado di superare il 90% sono quasi sempre e solo i capitani e i vicecapitani al comando delle Unità. I soldati sul campo sono supportati da una squadra di operatori che forniscono informazioni sui kaiju e monitorano la salute degli ufficiali sul campo e l'output delle tute.
Mina Ashiro (亜白ミナ?, Ashiro Mina)
Doppiata da: Asami Seto (ed. giapponese), Chiara Leoncini (ed. italiana)
La ventisettenne capitana della Terza Unità delle Forze di Difesa e amica d'infanzia di Kafka, con il quale ha giurato di combattere contro i kaiju. È una degli ufficiali più forti delle Forze di Difesa ed è altamente abile nell'uso delle armi da fuoco, tra cui il suo cannone portatile, grazie al rilascio della tuta del 96% che rende i suoi colpi più devastanti, venendo considerata più forte di Gen Narumi nell'abbattimento di kaiju giganti avendone neutralizzati a centinaia nella sua carriera. È accompagnata da Bakko, una tigre dal pelo grigio che ha "fallito" nel diventare un kaiju e che la aiuta sul campo.
Soshiro Hoshina (保科宗四郎?, Hoshina Soshiro)
Doppiato da: Kengo Kawanishi (ed. giapponese), Massimo Di Benedetto (ed. italiana)
Il vicecapitano della Terza Unità, un abile spadaccino specializzato nel combattere i kaiju più piccoli. In passato Soshiro fu spesso consigliato dai suoi superiori di smettere di essere un ufficiale sul campo a causa della sua inefficacia con le armi da fuoco, venendo, però, preso da Mina che apprezzava la sua abilità di spadaccino e gli chiese di diventare il suo vicecapitano. Riqualifica su raccomandazione Kafka come cadetto nella Terza Unità, anche se segretamente sospetta che stia nascondendo qualcosa poiché il livello fortitudo di 9.8 è stato registrato nello stesso momento in cui la tuta di Kafka ha smesso di funzionare quando si è trasformato durante il test attitudinale per salvare Kikoru da un honju. Dopo la sconfitta del Kaiju No. 10 con cui aveva combattuto, Soshiro ottiene l'arma senziente Numbers 10 ricavata dallo stesso nella forma di una tuta con una coda e che presenta la sua caratteristica fessura a croce con il suo occhio, ora rosso, sul petto.
Iharu Furuhashi (古橋伊春?, Furuhashi Iharu)
Doppiato da: Yūki Shin (ed. giapponese), Alessandro Fattori (ed. italiana)
Una nuova recluta che si unisce alla Terza Unità insieme a Kafka, Reno e Kikoru, ispirato a entrare nelle Forze di Difesa dopo che, quando era alle medie, venne salvato da un kaiju da Mina Ashiro. Individuo testardo e dal sangue caldo a cui non piace essere inferiore alle altre persone o perdere, sviluppando col tempo una rivalità e in seguito amicizia con Reno. Il carattere di Iharu, tuttavia, nasconde un grosso complesso di inferiorità nei confronti dei suoi coetanei, dovuto soprattutto alla sua passata vita di successo che ora paragona a quella attuale nelle Forze di Difesa, dove per la prima volta incontra individui con abilità e potenzialità superiori alle sue. Dopo la distruzione della base di Tachikawa, viene temporaneamente trasferito nella Quarta Unità, dove, oltre ad allenarsi con un fucile in grado di sparare proiettili elettrificati, scopre di essere un Flash Adapter: ogni individuo è dotato di una diversa capacità di rilascio di base della forza dalla tuta che può essere aumentata solo mediante un allenamento costante e intenso; i Flash Adapter, come Iharu, sono tuttavia in grado di modificare rapidamente e temporaneamente la forza rilasciata dalla tuta a seconda dell'intensità delle loro emozioni. Tale abilità va a sua volta allenata, per poter essere efficaciemente sfruttata in combattimento, e secondo Jugo Ogata, capitano della Quarta Unità, se Iharu riuscisse a farlo potrebbe benissimo superare Reno Ichikawa, che Jugo definisce un prodigio. Un anno dopo la morte del Daikaiju dell'era Meireki, viene promosso a capo plotone.
Haruichi Izumo (ハルイチ出雲?, Izumo Haruichi)
Doppiato da: Keisuke Koumoto (ed. giapponese), Omar Maestroni (ed. italiana)
Una nuova recluta della Terza Unità e rampollo della famiglia Izumo che gestisce la società Izumo Tech, la quale sviluppa le attrezzature per le Forze di Difesa. È solitamente un ragazzo rilassato con una personalità attenta e astuta, il che lo rende più equilibrato dei suoi coetanei. Si misura sempre con chi è migliore di lui facendo tutto il possibile per superarlo, portandolo ad avere una segreta rivalità unilaterale con Kikoru Shinomiya e una aperta con Aoi Kaguragi. Dopo la distruzione della base di Tachikawa viene temporaneamente trasferito nella Seconda Unità dove diventa un esperto tiratore con un arco e frecce avvelenate. Un anno dopo la morte del Daikaiju dell'era Meireki viene promosso capo plotone.
Aoi Kaguragi (神楽木葵?, Kaguragi Aoi)
Doppiata da: Shunsuke Takeuchi (ed. giapponese), Davide Fazio (ed. italiana)
Un ufficiale della JSDGF che si unisce alla Terza Unità e diventa parte dello stesso plotone di Haruichi. Data la sua carriera nell'esercito appare come un giovane alto, muscoloso e dal comportamento serio, dando sempre il meglio per essere il migliore in ciò che fa. Nonostante il suo carattere a volte freddo nasconde molte più emozioni di quelle che riesce a esprimere, ad esempio affezionandosi ai suoi compagni e cercando di diventare più forte in modo da non doverli perdere. Dopo la distruzione della base di Tachikawa viene temporaneamente trasferito nella Seconda Unità dove si addestra nell'uso di un particolare tipo di fucile, noto come PB-3115, che uccide a distanza ravvicinata i kaiju agendo come una sorta di battipalo. Un anno dopo la morte del Daikaiju dell'era Meireki viene promosso capo plotone.
Konomi Okonogi (小此木このみ?, Okonogi Konomi)
Doppiata da: Sayaka Senbongi (ed. giapponese), Francesca Tretto (ed. italiana)
L'operatrice principale della Terza Unità che fornisce informazioni agli ufficiali sul campo. Il suo team operativo monitora la potenza erogata dalla tuta degli ufficiali e può anche rimuovere i relativi limitatori, consentendo agli ufficiali di utilizzare maggiore potenza. È una persona determinata, analitica e professionale, e per questo non approva i commenti ironici e le risate del vicecapitano Hoshina, pur prendendosi profondamente cura di lui e di tutti gli altri quando sono in pericolo e per questo tenuta in grande considerazione da quest'ultimo.
Akari Minase (水無瀬あかり?, Minase Akari)
Doppiata da: Nene Hieda (ed. giapponese), Sabrina Bonfitto (ed. italiana)
Ufficiale della Terza Unità che in precedenza faceva parte del comitato sanitario. È una ragazza gentile e determinata che fa sempre del suo meglio per svolgere i suoi compiti e stare al passo con tutti gli altri, diventando molto vicina a Kikoru Shinomiya e Hakua Igarashi.
Hakua Igarashi (五十嵐ハクア?, Igarashi Hakua)
Doppiata da: Mayuko Kazama (ed. giapponese), Elisa Giorgio (ed. italiana)
Ufficiale della Terza Unità esperta nel kendō e per questo abile spadaccina. È una ragazza alta e imponente piuttosto rumorosa e vivace, che fa facilmente amicizia con altre ufficiali donne come Kikoru Shinomiya e Akari Minase.
Tae Nakanoshima (中之島 タエ?, Nakanoshima Tae)
Doppiata da: Mutsumi Tamura (ed. giapponese), Federica Simonelli (ed. italiana)
Una capo plotone della Terza Unità a cui piacciono i ragazzi giovani, elogiando i nuovi arrivati non solo per la loro abilità di combattimento ma anche per il loro aspetto.
Ryo Ikaruga (斑鳩亮?, Ikaruga Ryō)
Doppiato da: Makoto Furukawa (ed. giapponese), Gabriele Donolato (ed. italiana)
Un capo plotone della Terza Unità caratterizzato da sottili sopracciglia a zigzag. È una persona seria con un grande senso di responsabilità, in grado di riconoscere le capacità e il sostegno di qualcuno in battaglia e lodarlo quando necessario, ed è talmente affidabile che il vicecapitano Hoshina gli affida compiti di comando generale.
Isao Shinomiya (四ノ宮 功?, Shinomiya Isao)
Doppiato da: Tesshō Genda (ed. giapponese), Luca Semeraro (ed. italiana)
Il direttore generale delle Forze di Difesa e il padre di Kikoru, a cui ha insegnato a combattere i kaiju dopo la morte della moglie Hikari. Anni fa era il capitano della Prima Unità delle Forze di Difesa e tuttora è riconosciuto da tutti come il più abile combattente della storia delle Forze di Difesa. In realtà, però, Isao ha sempre saputo che un giorno Gen Narumi lo avrebbe superato quindi, volendo che il suo allievo, a causa del suo carattere infantile, non smettesse mai di allenarsi, si è sempre impegnato al massimo affinché Gen non riuscisse mai a sconfiggerlo durante gli allenamenti, in modo da dargli sempre un obiettivo da superare. Dopo aver messo alla prova Kafka in uno scontro, decide di risparmiarlo, affinché possa diventare una risorsa per le Forze di Difesa. Durante l'attacco del Kaiju No. 9 a Tokyo, viene ucciso e assorbito da quest'ultimo insieme alla sua arma numerata, ma durante lo scontro con Kafka e Mina, il suo subconscio si risveglia e lo trattiene, permettendo ai due di finirlo. Utilizza l'arma Numbers 2, ricavata dai resti del Kaiju No. 2, sotto forma di una tuta potenziata e di guanti d'arme che gli conferiscono una forza sovrumana e la capacità di generare esplosioni soniche. Anche se Isao stesso ha ammesso che, a causa della vecchiaia sempre più imminente, ormai è l'ombra del combattente che era un tempo, è comunque riuscito a mettere in seria difficoltà e quasi a sconfiggere due dei Kaiju più potenti della storia: il No. 8 e il No. 9.
Keiji Itami (伊丹 啓司?, Itami Keiji)
Doppiato da: Takayuki Sugō (ed. giapponese), Marco Balzarotti (ed. italiana)
Il vicedirettore delle Forze di Difesa, un uomo serio e razionale, ben informato sui kaiju e sulla storia delle Forze di Difesa. A seguito della morte di Isao, cui era molto vicino, ne prende il posto come direttore generale.
Juzo Nogizaka (乃木坂 十蔵?, Nogizaka Jūzō)
Doppiato da: Mio Tanaka (ed. giapponese), Claudio Moneta (ed. italiana)
Il capo di stato maggiore del comando orientale delle Forze di Difesa, composto dalla Prima fino alla Quarta Unità e che copre i territori del Chubu e del Kanto. È caratterizzato da una benda sull'occhio sinistro. È molto razionale nel prendere decisioni, il che lo porta a scontrarsi con i nuovi ideali di Isao per la prossima generazione, pur continuando a fidarsi e rispettarlo.
Gen Narumi (鳴海 弦?, Narumi Gen)
Doppiato da: Kōki Uchiyama (ed. giapponese), Andrea Oldani (ed. italiana)
Il capitano della Prima Unità delle Forze di Difesa, considerato il capitano attivo più forte. Utilizza l'arma Numbers 1, ricavata dai resti del Kaiju No. 1 sotto forma di impianti retinici (presenti anche sulla tuta), che gli conferiscono la capacità di vedere gli impulsi elettrici del cervello attraverso i corpi degli esseri viventi, consentendogli di prevedere i movimenti nemici e di contrattaccare i loro attacchi. La sua arma personale è un fucile con baionetta. Nonostante la sua fama di miglior combattente delle Forze di Difesa, in privato Gen è estremamente infantile e irresponsabile: la sua stanza è sempre in disordine, è sempre a corto di soldi (che non esita a chiedere in prestito ai suoi sottoposti) e, inoltre, nutre un'eterna e ridicola rivalità con i membri della Terza Unità. Spesso se non fosse per il suo vicecapitano Hasegawa, Gen passerebbe tutto il tempo a perseguire i propri hobby trascurando i propri doveri di ufficiale. Sul campo di battaglia, invece, diventa molto serio e dedito al suo ruolo, impartendo ordini specifici ai suoi subordinati. Valorizza le abilità sopra ogni altra cosa e a chiunque presti servizio nella sua unità richiede solo e soltanto di dimostrare la propria abilità nel sopprimere i Kaiju. Riesce a sconfiggere il Kaiju No. 11 rivelando di aver evoluto, dopo anni di addestramento, la sua arma numerata, che ora gli permette di percepire i movimenti degli elettroni, le fluttuazioni di temperatura, il terreno e ogni dettaglio di un luogo attraverso gli occhi, consentendogli di prevedere ciò che accade grazie a una chiara visione mentale. Inoltre, durante lo scontro con il Daikaiju dell'era Meireki, rivela che gli impianti retinici sono collegati tra loro, permettendogli di trasmettere ciò che vede a Kikoru.
Eiji Hasegawa (長谷川 エイジ?, Hasegawa Eiji)
Doppiato da: Hiroki Yasumoto (ed. giapponese), Luca Graziani (ed. italiana)
Il vicecapitano della Prima Unità, dotato di un'alta corporatura che lo fa svettare sulla maggior parte delle persone. Eiji è un uomo professionale e formale che prende il suo lavoro molto seriamente, tanto da scontrarsi spesso con il comportamento infantile di Gen e finendo il più delle volte per prenderlo a calci senza tante cerimonie. Per il suo atteggiamento inflessibile in servizio e per il suo consueto ruolo di leader nella Prima Unità, Eiji è molto rispettato da tutti, sia nella sua Unità che nelle altre. In battaglia indossa un'enorme armatura dotata di mitragliatrici sulle spalle.
Rin Shinonome (東雲りん?, Shinonome Rin)
Doppiata da: Kana Hanazawa (ed. giapponese), Elena Mancuso (ed. italiana)
Una capo plotone della Prima Unità che usa una Minigun come arma. Ammira molto Gen Narumi fin dalla sua prima missione, allenandosi per diventare ancora più forte e più bella in modo da essere riconosciuta dal suo capitano.
Jura Igarashi (五十嵐 ジュラ?, Igarashi Jura)
Capitana della Seconda Unità delle Forze di Difesa nonché sorella maggiore di Hakua. È una donna alta e muscolosa dalla personalità seria e irascibile, che si agita e si arrabbia facilmente quando i suoi colleghi se la prendono comoda mentre sono in servizio.
Jugo Ogata (緒方ジュウゴ?, Ogata Jūgo)
Capitano della Quarta Unità delle Forze di Difesa, un uomo di mezz'età calmo e pacifico ma che conosce i rischi e i pericoli del suo lavoro, facendo del suo meglio per mantenere i suoi sottoposti al sicuro. A causa del suo attaccamento a Hikari Shinomiya e alla sua successiva morte, di cui si sente in parte responsabile avendola incoraggiata a lottare usando l'arma Numbers 4, Jugo si assicura sempre di non mettere mai in pericolo un altro dei suoi compagni se può evitarlo, e al contempo ha sempre mostrato una certa disillusione relativa alle armi numerate. Addestra Reno e Iharu quando si uniscono alla Quarta Unità, supervisionando l'addestramento del primo con l'arma Numbers 6 vista la sua conoscenza sulle armi numerate, e insegnando il secondo a sfruttare le sue abilità di Flash Adapter.
Soichiro Hoshina (保科 宗一郎?, Hoshina Sōichirō)
Capitano della Sesta Unità delle Forze di Difesa e fratello maggiore di Soshiro. È un giovane alto con occhi molto stretti e sopracciglia sottili, tratti tipici della sua famiglia, e i capelli bianchi raccolti in una coda di cavallo. La sua stessa famiglia lo elogia come "l'incarnazione definitiva della famiglia Hoshina" per le sue straordinarie abilità in tutti i campi del combattimento e della soppressione dei Kaiju, per cui è considerato anche il miglior soldato del comando occidentale. Nonostante siano fratelli, lui e Soshiro non sono molto legati, perché ha sempre condiviso con il resto della famiglia la tendenza a guardare il fratello minore dall'alto in basso a causa della sua incapacità con le armi da fuoco. In realtà, Soichiro confessa che il suo comportamento di allora era dovuto anche all'ansia di essere consapevole che Soshiro è senza dubbio il miglior spadaccino della storia della famiglia Hoshina e che, nonostante fosse più giovane di lui di cinque anni, lo avrebbe presto superato in quel campo. Ora che sono adulti e che Soshiro non è più interessato ad avere un rapporto con lui, Soichiro si detesta per il proprio comportamento ed è estremamente fiero del fratello minore: quando scopre che Soshiro ha eliminato il Kaiju #12, afferma che dato che lo scontro è stato corpo a corpo, la sua vittoria fosse scontata.
Hikari Shinomiya (四ノ宮 ヒカリ?, Shinomiya Hikari)
Doppiata da: Kotono Mitsuishi (ed. giapponese), Gea Riva (ed. italiana)
Moglie di Isao e madre di Kikoru nonché capitana della Seconda Unità delle Forze di Difesa, una dei soldati più forti dell'intera storia dell'organizzazione tanto da aver portato a un incremento nel numero di donne nei suoi ranghi. Aveva una personalità molto forte ma allo stesso tempo comprensiva e premurosa, oltre a essere più gioviale e vivace di suo marito. Utilizzava l'arma Numbers 4 ricavata dai resti del Kaiju No. 4 con cui poteva volare a notevole velocità, e unita alla sua lancia e al carattere indomito venne soprannominata la "Valchiria", vantando il numero più alto di uccisioni di kaiju nell'intera storia delle Forze di Difesa. Quando la figlia espresse il desiderio di seguire le sue orme e di entrare nelle Forze di Difesa, decise di sostenerla diventando estremamente esigente e severa, nei suoi confronti, chiedendo nel frattempo al marito di viziare la figlia quanto più possibile, in modo che essa avesse una figura che le permettesse di avere comunque momenti sereni, durante l'infanzia. Purtroppo, prima di poterlo fare, morì sacrificandosi per fermare l'avanzata del Kaiju No. 6.

### Kaiju
Kaiju No. 1 (怪 獣1号?, Kaijū Ichi-gō)
Il primo kaiju a essere identificato con un numero, con un livello di fortitudo di 9.0 e conosciuto come "Il Kaiju della visione del futuro": tramite la retina dei molteplici occhi posti sulle diverse fessure del suo corpo era in grado di vedere gli impulsi sinaptici degli esseri viventi, simulando una sorta di precognizione e rendendo i suoi attacchi infallibili.
Kaiju No. 2 (怪 獣2号?, Kaijū Ni-gō)
Un kaiju dalle fattezze di un rettile dal corpo tozzo e verde oliva, e con una testa bianca dotata di quattordici occhi. Era in grado di espandere la portata dei suoi attacchi con potenti esplosioni soniche e rilasciare energia altamente distruttiva, simile all'elettricità, dalla sua bocca. È conosciuto come "Il Daikaiju della distruzione" dato che nel 1972 attaccò e quasi distrusse la città di Sapporo prima di essere ucciso dalle Forze di Difesa. Secondo Keiji Itami aveva un immenso senso di orgoglio, continuando ad avanzare fino al momento della sua morte. Il suo potere era così tremendo anche come arma numerata che solo Isao Shinomiya riusciva a gestirlo. È ispirato a Godzilla, ricordando molto la versione del Monsterverse.
Kaiju No. 4 (怪 獣4号?, Kaijū Yon-gō)
Un kaiju dotato di una faccia piatta con tre occhi posta su un corpo allungato, simile a quello di un millepiedi, su cui sono presenti molteplici paia di ali sul dorso, permettendogli di volare a una notevole velocità.
Kaiju No. 6 (怪 獣6号?, Kaijū Roku-gō)
Un gigantesco kaiju simile a un dinosauro teropode dalle scaglie scure, con placche dorsali e quattro code incredibilmente lunghe le cui dimensioni facevano impallidire anche il corpo principale. Viene descritto come un kaiju potente e pericoloso, dotato della capacità di manipolare il ghiaccio e con un livello di fortitudo di 9.6, il più alto conosciuto fino a quel momento, e per questo soprannominato "Il Re dei Kaiju". Dieci anni fa fu al centro di vari cataclismi che portarono alla morte di centinaia di membri delle Forze di Difesa, numerosi capi plotone e addirittura tre capitani, tra cui la capitana della Seconda Unità Hikari Shinomiya, prima di essere ucciso a Odawara, con il suo nome che venne riconosciuto come "simbolo di disperazione". Anche dopo essere stato convertito in un'arma numerata le Forze di Difesa non riuscirono a trovare qualcuno che risultasse compatibile con la sua forza, venendo vista come l'arma più potente e pericolosa del loro arsenale; perfino Reno, l'unico dimostratosi compatibile, fa fatica a gestirne il potere. È ispirato sia nell'aspetto che nel titolo a Godzilla, più precisamente alla versione Shin Godzilla.
Kaiju No. 9 (怪 獣９号?, Kaijū Kyu-gō)
Doppiato da: Hiroyuki Yoshino e Tomokazu Sugita (Takamichi Hotaka) (ed. giapponese), Francesco Mei e Matteo De Mojana (Takamichi Hotaka) (ed. italiana)
Un kaiju umanoide dal corpo alto e snello color beige con due protuberanze sulla testa. Il suo livello di fortitudo è di 8.5 ed è in grado di modificare il proprio corpo, ad esempio sparandone velocemente i pezzi dal dito indice oppure apparire come gli umani dopo averli assorbiti, prendendone l'aspetto e i ricordi; inoltre, è in grado di guarire o far risorgere i kaiju oppure crearne di nuovi. È costantemente alla ricerca della conoscenza e mira a creare un mondo in cui i kaiju possano prosperare. Si infiltra nella società travestendosi da umano e orchestra la maggior parte delle catastrofi che colpiscono le Forze di Difesa. Durante l'attacco a Tokyo assorbe Isao Shinomiya e la sua arma Numbers 2, aumentando notevolmente la sua forza e capacità di creare kaiju più forti, apparendo molto più grande di prima, con una lunga coda e tre paia di occhi. Quando il suo nucleo viene distrutto si scopre che durante la sua giovinezza aveva assorbito il Daikaiju dell'era Meireki, e nei suoi ultimi momenti ammette di essersi divertito durante i suoi numerosi scontri con gli umani, lamentandosi che ciò che resta del suo essere sarà ridotto a una bestia che vuole solo distruggere.
Kaiju n. 10 (怪 獣10号?, Kaijū Jū-gō)
Doppiato da: Kenta Miyake (ed. giapponese), Diego Baldoin (ed. italiana)
Un kaiju umanoide creato dal Kaiju No. 9 a mo' di "prototipo", con un livello di fortitudo di 9.0 e dotato di una pelle corazzata grigio-scura (rossa con energia magenta che scorre tra le fessure nell'anime), una coda, un corno affilato, due fila di denti (aguzzi su quella esterna e squadrati su quella interna) e una cavità a forma di croce sul viso da cui traspare un occhio blu. Maniaco della battaglia a cui piace combattere contro nemici forti, guida un attacco alla base della Terza Unità dove combatte contro Soshiro Hoshina, venendo in seguito finito da Mina Ashiro e tenuto in custodia. Estasiato dal suo combattimento con il vicecapitano, chiede di essere trasformato in un'arma Numbers esclusivamente per lui in modo da poter continuare a combattere insieme. Ciò lo rende il primo kaiju a essere trasformato in un'arma numerata mentre è ancora vivo e, di conseguenza, mantenendo la sua coscienza.
Kaiju No. 11 (怪 獣11号?, Kaijū Jūichi-gō)
Un kaiju umanoide creato dal Kaiju No. 9 con un livello di fortitudo di 9.0, di aspetto simile a una creatura grigia, tozza e con diverse caratteristiche dei pesci. Come tale ha poteri basati sull'idrocinesi ed è in grado di aumentare le dimensioni delle sue braccia per sferrare colpi più potenti. È stato creato per combattere Gen Narumi, riuscendo a schermare i propri impulsi elettrici con l'acqua e conoscendo il suo stile di combattimento in quanto possiede i ricordi di Isao Shinomiya che lo aveva allenato, finendo alla fine per essere sopraffatto dalla preveggenza evoluta del capitano.
Kaiju No. 12 (怪 獣12号?, Kaijū Jūni-gō)
Un kaiju umanoide creato dal Kaiju No. 9 come versione migliorata del No. 10, apparendo quindi identico tranne per le due corna ai lati della testa, tre aperture verticali da cui traspare l'occhio e una bocca con solo denti aguzzi. In netto contrasto con la sua "precedente" versione appare apatico e silenzioso, condividendovi, comunque, il suo divertimento nell'affrontare degni avversari. Combatte contro Soshiro Hoshina equipaggiato con l'arma Numbers 10, riuscendo ad adattarsi ai suoi movimenti e dimostrandosi un abile spadaccino tramite le spade create dalle proprie braccia - essendo stato creato proprio per combattere il vicecapitano. Nonostante si dimostri alla pari se non superiore al suo avversario, finisce per perdere quando Soshiro e il Kaiju No. 10 riescono a sincronizzarsi e a danneggiare il suo nucleo.
Kaiju No. 13 (怪 獣13号?, Kaijū Jūsan-gō)
Un kaiju umanoide creato dal Kaiju No. 9 con un livello di fortitudo di 9.0 e di aspetto molto simile al suo progenitore: ha un corpo alto e pallido dalla pelle grigia, una testa angolare con due cavità verticali ai lati e delle protuberanze circolari sulla parte posteriore. È in grado di correre ad alta velocità e correndo sul posto molto velocemente riesce a stimolare i suoi muscoli fino al punto da ingrandirli drasticamente. Sembra essere incapace di parlare ed è completamente apatico nei confronti di ciò che lo circonda, con l'unico istinto di sconfiggere i suoi nemici il più velocemente possibile. L'unico segno di personalità mostrato è la sua natura competitiva, ad esempio quando gareggia con le auto ad alta velocità. Combatte contro i plotoni della Prima Unità guidati da Tachibana e Rin Shinonome, riuscendo a contrastarli fino all'intervento di Kafka che lo sconfigge facilmente.
Kaiju No. 14 (怪 獣14号?, Kaijū Jūyon-gō)
Un kaiju creato dal Kaiju No. 9 con un livello di fortitudo di 9.0 e di aspetto molto diverso rispetto agli altri: appare come un parallelepipedo nero fluttuante con quattro facce rosa poste sugli angoli. Creato per contrastare le abilità da cecchino di Mina Ashiro, è in grado di teletrasportarsi rapidamente, proiettare raggi distruttivi di energia da ciascuna bocca e di circondarsi con un campo di forza abbastanza resistente contro il fuoco dei missili e dei fucili standard delle Forze di Difesa. Ciò nonostante finisce per essere abbattuto dalla capitana, ma il suo cadavere viene usato come portale dal Kaiju No. 9 collegandolo a una sua versione bianca.
Kaiju No. 15 (怪 獣15号?, Kaijū Jūgo-gō)
Un kaiju umanoide creato dal Kaiju No. 9 con un livello di fortitudo di 9.0. È stato creato per sconfiggere Kikoru Shinomiya tramite i ricordi che il No. 9 aveva di lei dopo aver assorbito Isao, motivo per cui appare come una sua doppia tranne per i capelli neri e gli occhi rossi con sclera nera, ereditandone anche la personalità eccentrica e arrogante dovuta al fatto che, come l'originale, cerchi l'approvazione di suo "padre". Nel suo vero aspetto si presenta con un corpo magro le cui caratteristiche più notevoli sono i grandi cervelli attaccati a esso: tre sulla testa e diversi attorno alla vita. Il suo attacco principale consiste in un raggio violento ed estremamente potente che parte dalla cavità presente sul volto, oltre a influenzare la psiche delle sue vittime connettendosi al loro cervello e manipolarlo in diversi modi. Attacca Kikoru prima sul piano fisico, imitandone l'ascia creandone una dal suo corpo, poi su quello mentale ma viene sconfitta. Nei suoi ultimi istanti capisce di essere solamente stata una pedina del No. 9.
Daikaiju dell'era Meireki (明暦の大怪獣?, Meireki no Daikaijū)
Un antico kaiju attivo durante l'era Meireki che nell'anno 1657 causò il più grande massacro di cacciatori di Kaiju della storia così come il grande incendio di Meireki, prima di scomparire misteriosamente. È un gigantesco amalgama di kaiju, con la testa principale che ricorda un volto umano dotato di dieci occhi, ed è in grado di attirarne a sé altri con cui stabilisce una relazione simbiotica. Può manifestare rune luminose sul corpo del bersaglio che, una volta sbattute le palpebre, lo dividono a metà, provocando al contempo una tremenda esplosione. Fu trovato dal Kaiju No. 9 in quanto guidato dal suo richiamo, rivelandosi come la fonte del suo potere ma venendo da questi sigillato in quanto lo considerava troppo pericoloso e instabile. Dopo la morte del No. 9 il Daikaiju prende il controllo del suo corpo, da cui ottiene non solo le abilità ma anche un aumento dell'intelletto, seppur guidato dal suo desiderio di distruzione.

## Media

### Manga
Il manga, scritto e disegnato da Naoya Matsumoto, ha iniziato la serializzazione il 3 luglio 2020 su Shōnen Jump+, sito ed app di Shūeisha. Nell'agosto 2020, l'autore ha adottato un programma in cui viene pubblicato un nuovo capitolo ogni settimana per tre settimane consecutive seguite da una di pausa. Per pubblicizzare la serie è stato mostrato un video promozionale, presentato come un telegiornale, sul grande schermo di Yunika Vision alla stazione di Seibu-Shinjuku dal 4 al 10 dicembre 2020. La serie si è conclusa con l'uscita del 129° capitolo il 18 luglio 2025. I capitoli vengono poi raccolti e pubblicati in tankōbon da Shūeisha. Il primo volume è stato pubblicato in Giappone il 4 dicembre 2020, a marzo 2025 sono stati pubblicati quindici volumi.
La serie è pubblicata simultaneamente in inglese da Shūeisha sul sito web e l'applicazione Manga Plus così come viene resa disponibile in Giappone, adottando però il titolo Monster #8. È anche pubblicato simultaneamente in inglese da Viz Media con il titolo originale Kaiju No. 8. Nel febbraio 2021, Viz Media ha annunciato la pubblicazione del primo volume del manga a partire dall'autunno 2021.
In Italia la serie è stata annunciata al Lucca Comics & Games 2021 da Star Comics la quale la pubblica a partire dal 23 marzo 2022. La traduzione dei testi è curata da Andrea Maniscalco.

#### Volumi
| 1  | 4 dicembre 2020 | ISBN 978-4-08-882525-0 | 23 marzo 2022     | ISBN 978-88-226-3190-9 (ed. regolare) ISBN 978-88-226-3236-4 (ed. limitata) ISBN 978-88-226-3198-5 (ed. variant) |
| 1  | Capitoli - Capitoli 1-7 |                        |                   | |
| 1  | Trama Mentre Kafka Hibino lavora per la Monster Sweeper Inc. per ripulire un kaiju morto, incontra e fa amicizia con Reno Ichikawa. Il mostro è stato ucciso dalla sua amica d'infanzia Mina Ashiro, ora in servizio come capitano delle Forze di Difesa. Reno è un nuovo part-time che lavora con Kafka e che ha in programma di sottoporsi alle prove di arruolamento per unirsi alle Forse di Difesa; sebbene Kafka abbia tentato di arruolarsi numerose volte, ha fallito. Quando Reno dice a Kafka che il limite di età è stato aumentato a 33 anni, hanno in programma di arruolarsi insieme. Durante un'altra pulizia, vengono feriti da uno yoju, un kaiju residuo che di solito arriva dopo che i forti honju sono stati sconfitti; in ospedale, Kafka ingoia un piccolo mostro, diventando l'eponimo Kaiju No. 8. Mentre scappa con Reno, Kaiju No. 8 salva una madre e una figlia da un altro yoju e giura di unirsi alle Forze di Difesa dopo aver imparato come dalla forma umana a quella mostruosa. Reno e Kafka competono con i compagni esaminandi Haruichi Izumo, Iharu Furuhashi, Aoi Kaguragi e Kikoru Shinomiya, "il più grande talento di tutti i tempi". A Kafka e gli altri vengono dotati di tute basate su Kaiju morti e inviati a neutralizzare honju e yoju come esame finale. Kafka si appoggia alla sua esperienza di pulizia per supportare gli altri. Dopo che Kikoru completa il compito finendo l'ultimo honju, un misterioso kaiju umanoide appare e lo rianima, minacciando Kikoru; Kafka si trasforma per salvarla. |                        |                   | |
| 2  | 4 marzo 2021 | ISBN 978-4-08-882611-0 | 20 aprile 2022    | ISBN 978-88-226-3205-0                                                                                           |
| 2  | Capitoli - Capitoli 8-17 |                        |                   | |
| 2  | Trama Kaiju n. 8 è un daikaiju, uno dei più forti di sempre. Il kaiju umanoide è sorpreso di apprendere che non ci sono state vittime prima di travestirsi da umano e unirsi agli ex-colleghi di Kafka. Il vice capitano della terza divisione Soshiro Hoshina arruola Kafka come cadetto anziché come ufficiale, esprimendo privatamente sospetti sul numero 8. Dopo due mesi di intenso addestramento, Kafka e le altre reclute vengono inviate alla loro prima missione, affrontando la prole di un honju simile a un fungo a Sagamihara, che Mina elimina facilmente. Kafka nota che gli yoju uccisi hanno organi riproduttivi e il kaiju umanoide si rivela a Reno e Iharu. Kafka e Kikoru si rendono conto che l'improvviso silenzio radio significa guai e il numero 8 salva Reno e Iharu. |                        |                   | |
| 3  | 4 giugno 2021 | ISBN 978-4-08-882671-4 | 22 giugno 2022    | ISBN 978-88-226-3259-3                                                                                           |
| 3  | Capitoli - Capitoli 18-26 |                        |                   | |
| 3  | Trama Il numero 8 abbatte il kaiju umanoide, ma scappa dopo che i rinforzi lo distraggono; mentre i notiziari lo chiamano Kaiju n. 9, assume l'identità di un altro umano. Kafka incontra Soshiro ma riesce a fuggire. Due settimane dopo, la squadra festeggia il completamento con successo della loro prima missione e Kafka viene nominato ufficiale regolare. Quella notte, diversi honju invadono la base di Tachikawa; mentre Soshiro affronta il capo dei daikaiju, per respingere l'altro kaiju, Kikoru brandisce un'enorme ascia e Reno usa proiettili congelanti. |                        |                   | |
| 4  | 3 settembre 2021 | ISBN 978-4-08-882815-2 | 24 agosto 2022    | ISBN 978-88-226-3363-7                                                                                           |
| 4  | Capitoli - Capitoli 27-35 |                        |                   | |
| 4  | Trama Soshiro lotta contro il capo dei daikaiju, retroattivamente designato Kaiju n. 10; mentre la sua tuta surriscaldante si spegne, Mina torna alla base e fa esplodere il nucleo del numero 10 dopo che Kikoru e Soshiro collaborano per ostacolarlo. Mentre la squadra inizia a rilassarsi, Kafka si rivela pubblicamente trasformandosi per salvare gli ufficiali superiori da una minaccia imminente. Mina e il resto della divisione catturano Kafka. Il direttore generale delle Forze di Difesa e padre di Kikoru, Isao Shinomiya, ordina di consegnare Kafka al quartier generale. Mentre scortano Kafka al quartier generale, Mina lo rassicura che nessuno nella divisione lo vede come una minaccia e che cercheranno di aiutarlo a evitare l'esecuzione. Con le loro forze esaurite, la divisione viene temporaneamente sciolta e i suoi ufficiali vengono trasferiti ad altre divisioni. Isao fa visita a Kafka e gli spara, notando che Kafka non potrebbe fermare i proiettili con la sua pelle nuda se fosse rimasto umano, quindi inizia a combatterlo usando una tuta e armi derivate dal Kaiju n. 2. |                        |                   | |
| 5  | 3 dicembre 2021 | ISBN 978-4-08-882872-5 | 26 ottobre 2022   | ISBN 978-88-226-3447-4 (ed. regolare) ISBN 978-88-226-3792-5 (ed. limitata)                                      |
| 5  | Capitoli - Capitoli 36-43 |                        |                   | |
| 5  | Trama Kafka si ritrova incapace di controllare la sua trasformazione durante il combattimento, ma riesce a dimostrare la sua umanità a Isao, che lo avverte che la sua sopravvivenza dipende da quanto si rivelerà utile. Kikoru e Kafka vengono assegnati alla prima divisione sotto il capitano Gen Narumi; lui pretende che dimostrino un'abilità schiacciante. Dopo che un terremoto apre una voragine a Shinagawa, scatenando kaiju simili a formiche, la prima divisione viene schierata per ripulire. Kafka non riesce a trasformarsi quando emerge il numero 9, ma Kikoru lo difende. |                        |                   | |
| 6  | 4 marzo 2022 | ISBN 978-4-08-883053-7 | 21 dicembre 2022  | ISBN 978-88-226-3622-5                                                                                           |
| 6  | Capitoli - Capitoli 44-51 |                        |                   | |
| 6  | Trama Un flashback mostra l'ex Capitano della seconda divisione, Hikari Shinomiya, la madre di Kikoru. Hikari brandiva l'Arma Numerica 4, derivata dal Kaiju No. 4, e fu uccisa mentre combatteva contro il Kaiju No. 6; l'ambizione di Kikoru deriva dal sacrificio di Hikari. Kafka capisce che la sua paura di essere completamente assorbito da numero 8 sta impedendo la trasformazione. Poiché il numero 9 ha diviso parte del suo nucleo per mettere in difficoltà lui e Gen, Kafka sblocca una nuova forza per abbattere il corpo primario. Il corpo secondario ottiene un vantaggio temporaneo su Gen finché non usa la retina innestata dal Kaiju No. 1, che gli consente di prevedere le mosse del nemico. Dopo che Isao elogia la squadra per aver sconfitto i mostri, si rendono conto che entrambi erano esche, e il vero numero 9 attacca Isao per prendere la Numbers Weapon 2. Durante il combattimento, Isao tenta di distruggere il nemico, colpendolo due volte con esplosioni di energia dirette ed esponendone il nucleo, ma fallisce. |                        |                   | |
| 7  | 4 luglio 2022 | ISBN 978-4-08-883170-1 | 1º marzo 2023     | ISBN 978-88-226-3777-2                                                                                           |
| 7  | Capitoli - Capitoli 52-59 |                        |                   | |
| 7  | Trama Il numero 9 uccide Isao e si fonde con il suo corpo, prendendo il controllo della Numbers Weapon 2, quindi fugge dopo aver combattuto Kafka e Gen. Dopo il funerale di Isao, Kikoru e Kafka giurano entrambi di abbatterlo; Kikoru si allena con il capo plotone della prima divisione Rin Shinonome sotto il programma di addestramento di Gen; una piccola macchia sulla mano di Kafka non tornerà umana. Il numero 10 confessa di essere stato creato dal numero 9 e si offre di diventare un'arma numerica per Soshiro in modo che possa continuare a combattere. I leader delle divisioni si incontrano a una conferenza, presieduta dal nuovo direttore generale Keiji Itami; Soshiro rivela che il numero 10 era un prototipo e propone una fusione delle divisioni. Reno, che è stato riassegnato alla quarta divisione sotto il capitano Juugo Ogata, viene identificato come un potenziale candidato per l'arma numerica 6; Juugo propone un periodo di prova di un mese prima di essere disposto ad approvare Reno. |                        |                   | |
| 8  | 4 novembre 2022 | ISBN 978-4-08-883305-7 | 24 maggio 2023    | ISBN 978-88-226-3892-2                                                                                           |
| 8  | Capitoli - Capitoli 60-66 |                        |                   | |
| 8  | Trama Un mese dopo, Reno è migliorato abbastanza con la tuta da affrontare un honju. Durante il combattimento, la potenza di combattimento di Reno aumenta in modo anomalo e Iharu interviene per aiutare. Iharu ricorda a Juugo se stesso; in un flashback, Juugo ricorda l'eccitazione di Hikari per il suo processo con l'arma numero 4 e giura di trasmettere il pericolo dell'auto-sacrificio alla prossima generazione. Kafka si preoccupa che le Forze di Difesa abbiano bisogno solo della sua trasformazione; Soshiro lo allena nel combattimento a mani nude per ridurre al minimo il tempo che trascorre trasformato. |                        |                   | |
| 9  | 3 marzo 2023 | ISBN 978-4-08-883443-6 | 27 settembre 2023 | ISBN 978-88-226-4277-6                                                                                           |
| 9  | Capitoli - Capitoli 67-73 |                        |                   | |
| 9  | Trama Dopo due mesi, il telefono di Kafka viene restituito e lui risponde con riluttanza a una telefonata da Reno e Iharu, che lo rassicurano che tutti nella divisione lo vedono come un amico. Prima che la calma finisca, condivide un pranzo con Ashiro mentre ricordano i loro giorni di scuola. Attacchi di kaiju simultanei scoppiano in tutto il paese; per la prima volta in un decennio, viene schierata la tuta numero 4, ora indossata da Kikoru. Gen salva una festa di nozze nel quartiere Sumida da un ospite indesiderato. Il capitano della sesta divisione Soichiro Hoshina, il fratello maggiore di Soshiro, fa rapporto da Himeji. Soshiro entra nella battaglia all'aeroporto di Chōfu indossando la tuta numero 10, che mantiene la sensibilità del numero 10; i due litigano e vengono quasi uccisi prima che Soshiro decida di seguire l'esempio del numero 10 permettendogli di controllare il suo corpo. |                        |                   | |
| 10 | 4 agosto 2023 | ISBN 978-4-08-883613-3 | 30 gennaio 2024   | ISBN 978-88-226-4481-7                                                                                           |
| 10 | Capitoli - Capitoli 74-81 |                        |                   | |
| 10 | Trama Soshiro e numero 10 continuano a litigare ma mostrano un successo sorprendente e una potenza sincronizzata contro i kaiju mentre mettono in sicurezza la pista. Mentre i leader di plotone Rin Shinonome e Tachibana affrontano sei kaiju di classe supergigante a Ōizumi, Mina usa un cannone a rotaia per colpirli da Tachikawa, a 20 km di distanza. I Daikaiju emergono per affrontare ufficiali chiave: il Kaiju n. 11 contro Gen, il Kaiju n. 12 contro Soshiro, il Kaiju n.13 contro Tachibana e Rin Shinonome, il Kaiju n.14 contro Mina e il Kaiju n.15 contro Kikoru, che rifiuta i rinforzi, dicendo che vincerà dopo aver padroneggiato la Numbers Weapon 4 grazie ad Hikari. Sebbene faccia a pezzi il kaiju, questa inizia un attacco psicogeno, prendendo di mira il desiderio di Kikoru di ricevere le lodi dei suoi genitori. Allo stesso modo, gli altri daikaiju prendono il sopravvento, poiché ognuno è stato creato per colpire i punti deboli del rispettivo ufficiale. |                        |                   | |
| 11 | 4 dicembre 2023 | ISBN 978-4-08-883747-5 | 21 maggio 2024    | ISBN 978-88-226-4721-4                                                                                           |
| 11 | Capitoli - Capitoli 82-89 |                        |                   | |
| 11 | Trama Dopo che il numero 14 sconfigge Tachibana e Rin, arriva Kafka e, trasformandosi, lo polverizza. Kikoru trova nuove motivazioni e affetta il numero 15; mentre il nucleo di questa svanisce, un breve flashback dell'allenamento del numero 15 dimostra quanto il numero 9 l'abbia trattata in modo diverso rispetto a Isao e Kikoru. Il numero 11 provoca Gen prevedendo e recitando le sue mosse dai ricordi di Isao. Gen ricorda la sua frustrazione per il fatto che Isao sia stato ucciso prima che Gen potesse impressionarlo dimostrando la vera vista del futuro; Gen la scatena per battere il nemico. Soshiro si rende conto che il numero 12 è un miglioramento del numero 10 e passa alla forma a lama singola, per la quale il numero 9 non aveva preparato il numero 12. |                        |                   | |
| 12 | 4 aprile 2024 | ISBN 978-4-08-883898-4 | 29 ottobre 2024   | ISBN 978-88-226-5137-2                                                                                           |
| 12 | Capitoli - Capitoli 90-97 |                        |                   | |
| 12 | Trama Il numero 12 riesce ad avere la meglio, ma il numero 10 salva Soshiro sacrificando la sua coda e lui capisce che gli piace combattere tanto quanto il kaiju. Usando tre spade contemporaneamente, una impugnata nella coda, Soshiro e il numero 10 sconfiggono il numero 12 con una nuova tecnica. Mentre affronta il numero 14, Mina ha un flashback della sua prima carriera nelle Forze di Difesa; anche dopo essere stata identificata e celebrata come cecchino, ha lottato con la paura dei danni che avrebbe potuto arrecare ai suoi commilitoni e cittadini. Dopo che il numero 14 viene abbattuto, emerge il numero 9, che isola Mina dietro un'orda di daikaiju e minaccia di estrarle i poteri. |                        |                   | |
| 13 | 4 luglio 2024 | ISBN 978-4-08-884160-1 | 25 febbraio 2025  | ISBN 978-88-226-5429-8                                                                                           |
| 13 | Capitoli - Capitoli 98-104 |                        |                   | |
| 13 | Trama Il numero 9 rivela il suo piano per creare un esercito di daikaiju di classe K6, potenziati dalle abilità di tiratore scelto di Mina. Kafka è combattuto tra l'abbandonare il pubblico all'orda e il correre ad aiutare Mina. Reno lo rassicura dicendogli che può proteggere i cittadini; i membri rimanenti della terza divisione si riuniscono, avendo completato le loro missioni altrove. Juugo ha addestrato Iharu nello stile di combattimento disperato, consentendo a Iharu di ottimizzare il suo incoerente livello di potenza di combattimento. Gen si rende conto che il numero 9 sta controllando l'orda da remoto e propone un attacco totale contro di lui piuttosto che sprecare sforzi sui droni. Mentre il numero inizia ad assorbire Mina, la sua tigre domestica Bakko reagisce. Il numero 9 rivela di essere un composto di tutti i kaiju e gli umani che ha assorbito per centinaia di anni; lei sta quasi per soccombere, ma Kafka la allontana dal nemico. |                        |                   | |
| 14 | 1º novembre 2024 | ISBN 978-4-08-884315-5 | 1º luglio 2025    | ISBN 978-88-226-5754-1                                                                                           |
| 14 | Capitoli - Capitoli 105-112 |                        |                   | |
| 14 | Trama Utilizzando i ricordi di Isao e la tecnica di combattimento dello stile squadrone, il numero 9 inizia a ad avere la meglio su Kafka, ma lui lo sorprende con una nuova variante della mossa, esponendo il suo nucleo; il numero 9 si evolve in un kaiju a due teste prima che Kafka possa schiacciare il nucleo, respingendolo. Dopo che il numero 9 afferra il nucleo esposto di Kafka, Mina lo salva. Mina e Kafka riflettono con rammarico su come nessuno dei loro sogni d'infanzia si sia avverato, tranne il loro voto di combattere insieme. Kafka solleva le sue restrizioni per ottenere un vantaggio finale sul nemico, che lo definisce un kaiju progettato per uccidere i kaiju; Kafka sottomette il numero 9 abbastanza a lungo da permettere a Mina di recuperare la sua arma principale. Dopo che Mina frantuma lo scudo del numero 9, la coscienza di Isao prende il controllo abbastanza a lungo da permettere a Kafka di colpire il nucleo del nemico. |                        |                   | |
| 15 | 4 marzo 2025 | ISBN 978-4-08-884492-3 | 28 ottobre 2025   | ISBN 978-88-226-6283-5                                                                                           |
| 15 | Capitoli - Capitoli 113-119 |                        |                   | |
| 15 | Trama Mentre il nucleo del numero 9 si rompe, trascina Kafka nei suoi ricordi dell'era Meireki e del suo daikaiju composito. Il JAKDF può solo vedere che il numero 9 ha impalato il nucleo di Kafka; i segni vitali di Kafka svaniscono mentre il numero 8 si riprende. Soshiro e Gen si uniscono alla lotta contro il numero 9 che respinge facilmente il loro feroce gioco di squadra. Alla deriva in un mondo interiore, Kafka chiede di tornare a combattere e un guerriero corazzato lo invita a formare una connessione più profonda immergendolo in un ricordo di ciò che è iniziato come una tipica battaglia kaiju del periodo Edo; a differenza di altri combattimenti, un daikaiju dagli occhi multipli è emerso e ha devastato i difensori. Un kaiju simile a una larva si è formato dalla loro vergogna, che è ciò che ha trasformato Kafka nel numero 8. Il guerriero si offre di restituire il suo cuore umano e arrendersi, o di trasformarlo in un nuovo nucleo per ricongiungersi alla lotta, il che lo trasformerebbe irreversibilmente in un kaiju. Kafka sceglie di combattere. |                        |                   | |
| 16 | 4 settembre 2025 | ISBN 978-4-08-884726-9 | —                 | — |

### Romanzo
Un romanzo intitolato Kaiju No. 8 Close-Up! 3rd Division (怪獣8号 密着！第3部隊?, Kaijū 8-gō mitchaku! Dai 3 butai) scritto da Keiji Ando e illustrato da Naoya Matsumoto è stato pubblicato il 4 novembre 2022 in Giappone. Il volume presenta quattro storie riguardanti i protagonisti.

### Anime

Logo della serie

Il 4 agosto 2022 è stato annunciato che il manga verrà adattato in un anime. Il 15 dicembre 2022 è stato rivelato un trailer dell'anime, insieme alla data di uscita e un key visual, ed è anche stato rivelato lo studio d'animazione: Production I.G. Il 5 agosto 2023 è stato pubblicato un secondo trailer che rivela il cast e il debutto fissato per il 13 aprile 2024. La trasmissione si è conclusa il 29 giugno 2024. Lo studio Khara si è occupato del design dei kaiju. La sigla d'apertura è Abyss di Yungblud mentre quella di chiusura è Nobody dei OneRepublic. I diritti per la distribuzione internazionale al di fuori dell'Asia sono stati acquistati da Crunchyroll, che ha distribuito la serie in vari Paesi del mondo, tra cui l'Italia. Il doppiaggio italiano è curato da Transperfect Italia di Milano sotto la direzione di Davide Fumagalli. La traduzione dei testi dell'edizione italiana è stata curata da Eleonora Porto, mentre l'adattamento dei dialoghi è stato effettuato da Laura Cherubelli.
Nel giugno 2024 è stato annunciato un seguito dell'anime. Nell'agosto 2024 è stata annuncia la seconda stagione, che viene trasmessa a partire dal 19 luglio 2025. La sigla d'apertura è You Can't Run From Yourself di Aurora, mentre quella di chiusura è Beautiful Colors dei OneRepublic.
È stato inoltre annunciato un film compilation della prima stagione, Kaiju No. 8: Mission Recon, e un episodio originale, Il giorno libero di Hoshina (保科の休日?, Hoshina no kyūjitsu), che sono stati proiettati insieme nei cinema giapponesi per tre settimane a partire dal 28 marzo 2025. L'episodio Il giorno libero di Hoshina è andato in onda su TV Tokyo e affiliate il 5 luglio dello stesso anno. È stato anche annunciato che il film sarebbe stato proiettato a livello internazionale. In Italia è stato proiettato dal 14 al 16 aprile 2025. Crunchyroll trasmetterà la seconda stagione in streaming.

## Accoglienza
Kaiju No. 8 è stato nominato per il 14° Manga Taishō nel 2021 e si è piazzato 6° con 58 punti. Il manga ha poi vinto il Next Manga Award 2021 nella categoria web.

### Popolarità
Secondo Yūta Momiyama, il vice caporedattore di Shōnen Jump+, Kaiju No. 8, insieme a Spy × Family, è stato molto popolare e sta andando particolarmente bene sul servizio Manga Plus. Nel dicembre 2020, è stato riferito che Kaiju No. 8 ha superato i 30 milioni di visualizzazioni, diventando così la serie Shōnen Jump+ più veloce a raggiungere questa impresa, e ogni nuovo capitolo pubblicato supera il milione di visualizzazioni. Nel febbraio 2021, la serie ha raggiunto 70 milioni di visualizzazioni.

### Vendite
Il primo volume della serie ha venduto 90 831 copie nella prima settimana, e 69 404 copie nella seconda settimana. A marzo 2021, il manga aveva oltre 1 milione di copie stampate fisicamente e 200 000 copie vendute in digitale, diventando così la serie Shōnen Jump+ più veloce a raggiungere 1 milione di copie in circolazione, e 20 giorni dopo aver raggiunto 1,5 milioni di copie in circolazione. A giugno 2021, il manga aveva in circolazione 2,5 milioni di copie, e a metà mese ha raggiunto i 3 milioni di copie. A settembre 2021, il manga aveva in circolazione oltre 4 milioni di copie, e oltre 6.7 milioni di copie in circolazione a marzo 2022; più di 8 milioni di copie in circolazione ad agosto 2022; più di 10 milioni di copie in circolazione ad agosto 2022; più di 11 milioni di copie in circolazione a marzo 2023; più di 13 milioni di copie in circolazione ad aprile 2024; più di 14 milioni di copie in circolazione ad giugno 2024; e più di 16 milioni di copie in circolazione a settembre 2024.
Il quinto e il sesto volume della serie sono stati tra i 30 volumi manga più venduti del 2022. Il nono volume è stato tra i volumi manga più venduti del 2023. Il volume 10 è stato il settimo volume manga di Shueisha con la prima tiratura più alta del 2023-2024 (periodo da aprile 2023 a marzo 2024), con 600.000 copie stampate.
In Francia, la serie ha venduto 22 041 copie nella prima settimana, diventando il manga di debutto più venduto in Francia.

### Critica
In una recensione positiva dei primi cinque capitoli, Antonio Mireles di The Fandom Post ha scritto che Kaiju No. 8 ha una premessa accattivante e "un sacco di aspetti avvincenti con cui può giocare". Sebbene la metamorfosi sia un espediente della trama che si vede spesso, pensò che il personaggio di Kafka "aggiungesse nuova vita" al tropo. Tuttavia, Mireles ha affermato che è "un vero peccato" che la storia sia passata da Monster Sweeper Inc alla Defense Force, poiché la prima avrebbe potuto essere una fonte di storie accattivanti. Il recensore crede che Kafka Hibino e il suo nome abbiano lo scopo di fare paragoni con la storia La metamorfosi di Franz Kafka. Sebbene si riferisse a Kikoru Shinomiya come la "tipica ragazza viziata e prodigio", Mireles la definì un'entusiasmante rivale di Kafka. Ha fortemente elogiato i disegni kaiju di Matsumoto e il tratto come "belli e grotteschi ma in senso buono", ma non gli è piaciuto il modo in cui gli intestini dei mostri sono autocensurati dall'autore.